# Адельгейда Ройсс-Еберсдорфська
Софія Адельгейда Генрієтта Ройсс-Еберсдорфська (нім. Sophie Adelheid Henriette Reuß zu Ebersdorf, 28 травня 1800 — 25 липня 1880) — принцеса Ройсс-Еберсдофська з династії Ройссів, донька князя Ройсс-Еберсдорфу Генріха LXVII та графині фон Гойм Луїзи, дружина князя Ройсс-Гери Генріха LXVII.

## Біографія
Народилась 28 травня 1800 року в Еберсдорфі. Була третьою дитиною та другою донькою в родині графа Ройсс-Еберсдорфу Генріха LXVII та його дружини Луїзи фон Гойм. Мала старшу сестру Кароліну та брата Генріха LXXII. 9 квітня 1806 батько отримав титул князя.
У 19-річному віці стала дружиною спадкоємного принца Ройсс-Шляйцу Генріха LXVII, молодшого брата князя Генріха LXII. Весілля відбулося 18 квітня 1820 року в Еберсдорфі. У подружжя народилося восьмеро дітей, з яких двоє досягли дорослого віку.
У 1848 році її старший брат, князь Ройсс-Лобенштейну та Еберсдорфу Генріх LXXII, зрікся престолу на користь Генріха LXII. Території Ройсс-Шляйцу, Ройсс-Ґери, Ройсс-Лобенштайну та Ройсс-Еберсдорфу були об'єднані в єдине князівство Ройсс молодшої лінії зі столицею у Ґері. 
У 1854 році її чоловік став князем Ройсс-Гери. На відміну від нього, Адельгейда не була популярною, оскільки була схильна до зарозумілості та мала репутацію скупої жінки.
Генріх LXVII пішов з життя у липні 1867 року. На престол вступив їхній син Генріх XIV. За його правління Адельгейда і померла у липні 1880 року. Була похована поруч із чоловіком у князівській крипті церкви Святої Марії у Шляйці.

## Родина
Чоловік — Генріх LXVII
Діти:
- Генріх V (1821—1834) — прожив 12 років;

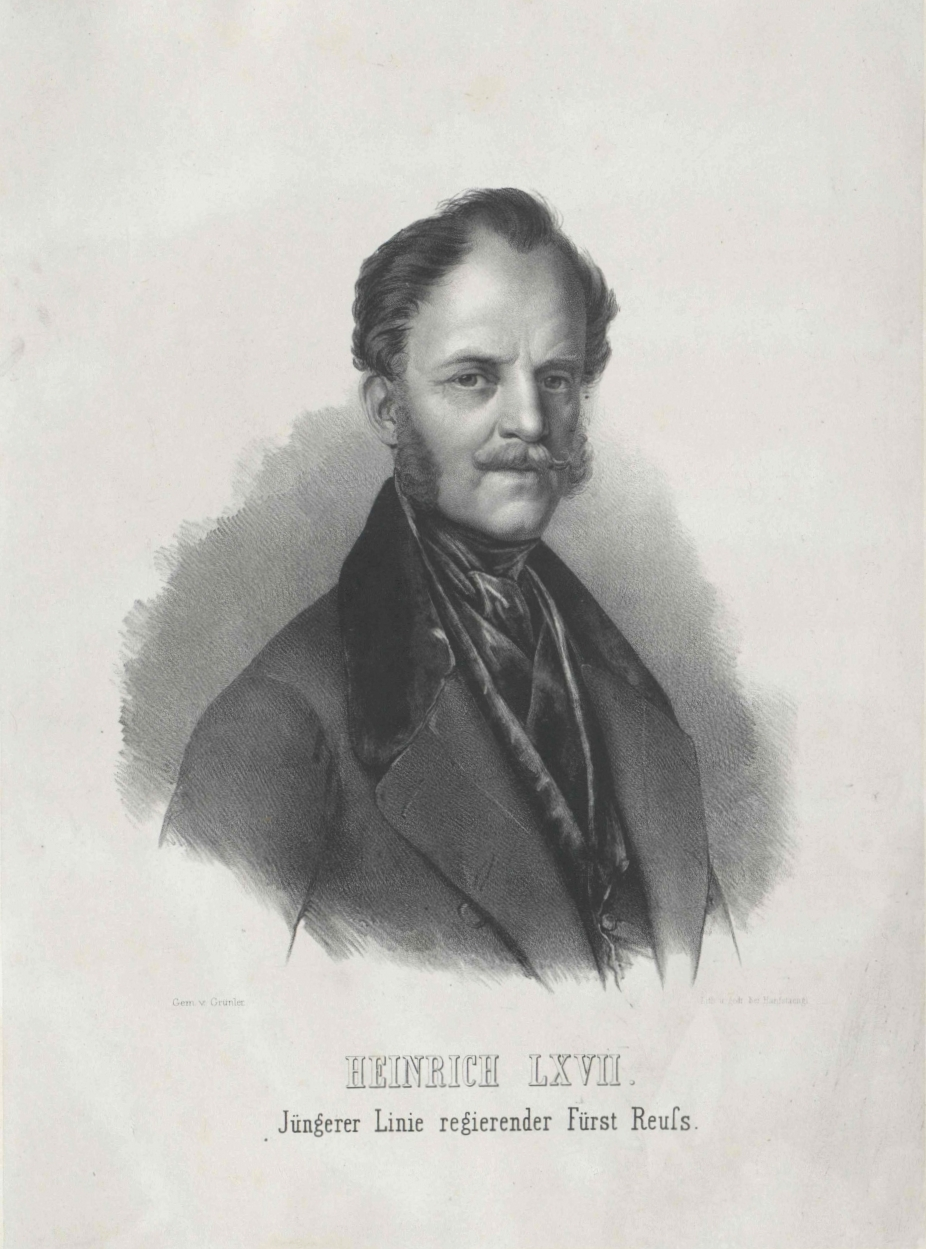
Генріх LXVII

- Анна Кароліна (1822—1902) — дружина князя Бентгайм-Текленбурзького Адольфа Людвіга, мала семеро дітей;
- Єлизавета (1824—1833) — прожила 9 років;
- Генріх VIII (1827—1828) — прожив 1 рік;
- Генріх XI (1828—1830) — прожив 1 рік;
- Генріх XIV (1832—1913) — князь Ройсс-Гери у 1867—1913 роках, був двічі одруженим, мав трьох дітей від обох шлюбів;
- Генріх XVI (1835—1836) — прожив 8 місяців;
- Марія Кароліна (1837—1840) — прожила 3 роки.